# Székelyszabari erdő
Székelyszabari erdő este o arie protejată (arie specială de conservare — SAC, sit de importanță comunitară — SCI) din Ungaria întinsă pe o suprafață de 287,57 ha, integral pe uscat.

## Localizare
Centrul sitului Székelyszabari erdő este situat la coordonatele 46°03′15″N 18°35′10″E / 46.054167°N 18.586111°E.

## Înființare
Situl Székelyszabari erdő a fost declarat sit de importanță comunitară în mai 2004 pentru a proteja 2 specii de animale. Situl a fost protejat și ca arie specială de conservare în februarie 2010.

## Biodiversitate
Situată în ecoregiunea panonică, aria protejată conține 2 habitate naturale: Păduri panonice-balcanice de stejar turcesc - stejar sesil, Păduri ilirice de stejar și carpen (Erythronio-Carpinion).
La baza desemnării sitului se află mai multe specii protejate:
- amfibieni (1): buhai de baltă cu burta roșie (Bombina bombina)
- nevertebrate (1): rădașcă (Lucanus cervus)